# Ludovico Maria Sinistrari
Ludovico Maria Sinistrari (Ameno, Italia, 26 de febrero de 1622 - falleció el 1 de enero de 1701) Fue un sacerdote franciscano y escritor/autor italiano. 

## Biografía
Nació en Ameno, Italia, el 26 de febrero de 1622. Estudió en Pavía y entró en la orden franciscana en el año 1647. Enseñó filosofía y teología a los estudiantes en Pavia. Algunos de sus alumnos fueron atraídos por su erudición, fama de buen latinista y experto en temas teológicos.
Sinistrari, fue asesor de la Congregación del Santo Oficio en Roma. Era considerado un experto en exorcismo y escribió acerca de los efectos (durante los exorcismos) de diversas plantas y otras sustancias incluyendo la cubeba, cardamomo, jengibre y la myristica (nuez moscada). También fue considerado un experto en demonología y los pecados relacionados con la sexualidad. Realizó varias investigaciones y escribió sobre aquellos individuos, acusados de tener relaciones sexuales con demonios. Incluso tiene una obra escrita sobre los íncubos y súcubos. Las denuncias sobre estas prácticas "demoníacas" a lo largo de esta época, se convirtieron en el principal sustento de las investigaciones de la Inquisición para condenar de brujería a muchos acusados (en su mayoría, mujeres). No en vano, su consejo fue en varios momentos, dirigidos contra los enemigos de la Iglesia católica, incluyendo sus referencias a Martín Lutero como un "hombre-demonio engendrado".

## Sobre sus obras
Sinistrari fue un autor prolífico y fue responsable de muchas de las obras que enmarca a la Inquisición durante el siglo XVII. Sus obras sobre los íncubos, súcubos y otros demonios que se pensaba vagaban por la Tierra, tuvieron buena repercusión en su tiempo, al igual que sus obras relacionadas con las prácticas sexuales y sodomitas que se consideraban un gran pecado. Así tenemos:
- De Daemonialitate et Incubis et Succubis (Demonialidad: O, íncubos y súcubos).

- Lascivia - Se ocupa de los pecados sexuales (especialmente la homosexualidad).

- Peccatum Mutum - Finalmente fue publicada en 1893. Esta obra se ocupa específicamente de la sodomía.

- De Delictis et poenis tractatus absolutissimus (El mayor tratado sobre los delitos y la pena) - Comenzó esta obra en 1688 y la terminó en 1700, un año antes de su muerte. A pesar de ser pedido para completar la obra de la orden franciscana, como un código penal, la comunidad católica en general, y a pesar de tratarse de una obra de Sinistrari sobre la Inquisición, la añadió a la lista de los libros prohibidos (Index Librorum Prohibitorum) en el año 1709. El motivo de su prohibición fue que  trataba sobre cuestiones relativas a la calificación de los jueces, lo cual no convenía a muchos sacerdotes.

## De Delictis et poenis tractatus absolutissimus
En 1700, Sinistrari terminó de escribir su obra monumental, titulada De delictis et poenis tractactus absolutissimus, en la que se propuso tratar sobre el problema de los delitos y las penas bajo la clásica perspectiva teológica-jurídica. En esta obra, haciendo gala de un lúcido y espléndido latín jurídico, Sinistrari explicó como se deberían llevar los procesos en los juicios de sodomía. Además contaba con mucha investigación e información sobre los aspectos teológicos-jurídicos que tenían que ver con el lesbianismo, más que cualquier otro escritor de su época. De hecho, el erudito franciscano, no se enorgullecía de sus investigaciones, como algunos de los confesores "muy doctos" y preparados en sodomía lo solían hacer. El enfoque y estudio de Sinistrari siempre fue de carácter conservador  y diligente. 
Profesando la opinión tradicional, en la que los actos lésbicos merecían ser quemados, Sinistrari se basó en una investigación médica, donde especialmente estudió a Caspar Bartholin, respecto a la anatomía femenina, y presentar así, una nueva visión de lo que constituye el delito de sodomía. Ya otros juristas habían sostenido que, al igual que en los casos de violación, la penetración era necesaria para la constitución del delito, en caso de la mujer, podía ser considerado delito, si y sólo si, se utilizaran instrumentos artificiales para ejercer la penetración, tal como fue el caso de dos monjas españolas que fueron quemadas por tales prácticas sodomitas. Sin embargo, Sinistrari ingeniosamente argumentó, que el crimen podría ocurrir sólo si una mujer poseía un clítoris lo suficientemente largo para penetrar a la otra. Para esto, se basó en algunas investigaciones que realizó, las cuales trataban sobre la circuncisión femenina, cuya práctica es llevada en Egipto y Etiopía, debido a la prevalencia de esta anomalía, que él consideró poco frecuente en Europa. Por último, Sinistrari estuvo de acuerdo con Agustín de Hipona, en que las penas más severas deben ser irremisibles.